# Hebenu
Hebenu war eine altägyptische Stadt in Mittelägypten, im 16. oberägyptischen Antilopengau Ma-hedj. Der Ort konnte bisher nicht genau lokalisiert werden, lag aber in der Nähe von Neferusi. 
Wie man aus den Grabinschriften der bei Zawiyat al-Amwat bestatteten Gaufürsten erschließen kann, war Hebenu im Alten Reich die Hauptstadt des Antilopengaues. In dieser Funktion wird sie auch auf der Gauliste von Sesostris I. in Karnak genannt. Der Ort wird im Mittleren Reich noch mehrmals erwähnt, war aber nicht mehr Hauptort des Gaues. Er wird versuchsweise bei Zawiyat al-Amwat lokalisiert. Hauptgott der Stadt war Horus, Herr von Hebenu.